# راب ادواردز (بازیکن فوتبال، زاده ۱۹۸۲)
راب ادواردز (انگلیسی: Rob Edwards؛ زادهٔ ۲۵ دسامبر ۱۹۸۲) بازیکن فوتبال اهل بریتانیا است.
از باشگاه‌هایی که در آن بازی کرده‌است می‌توان به کریستال پالاس، دربی کانتی، بارنزلی، استون ویلا، بلکپول، ولورهمپتون واندررز، نوریچ سیتی، فلیتوود و شروزبری تاون اشاره کرد.
وی همچنین در تیم ملی فوتبال ولز بازی کرده‌است.